# Люнебург (район)
Люнебург (нім. Lüneburg) — район у Німеччині, у складі федеральної землі Нижня Саксонія. Адміністративний центр — місто Люнебург.

## Населення
Населення району становить 185 129 осіб (станом на 31 грудня 2021).

## Адміністративний поділ
Район складається з 39 громад (нім. Mitgliedsgemeinden), об'єднаних в 7 об'єднань громад (нім. Samtgemeinden), а також двох міст і двох громад, які до таких об'єднань не входять.
Дані про населення наведені станом на 31 грудня 2021. Зірочками (*) позначені центри об'єднань громад.
| Самостийні міста/громади: - 1. Адендорф (10903) - 2. Амт-Нойгаус (5074) - 3. Блекеде (місто) (9613) - 4. Люнебург (місто) (75599) |

| Об'єднання громад: - 1. Амелінггаузен (8368) 1. Амелінггаузен * (3994) 2. Бутцендорф (1103) 3. Зодерсторф (1478) 4. Ольдендорф (Луе) (1048) 5. Релінген (745) - 2. Бардовік (18170) 1. Бардовік * (7092) 2. Барум (2096) 3. Вітторф (1477) 4. Гандорф (2121) 5. Мехтерзен (684) 6. Радбрух (2245) 7. Фегельзен (2455) - 3. Даленбург (6174) 1. Бойтце (347) 2. Далем (645) 3. Даленбург * (3341) 4. Нарендорф (1228) 5. Тостерглопе (613) - 4. Геллерзен (14301) 1. Вестергеллерзен (2277) 2. Зюдергеллерзен (1816) 3. Кірхгеллерзен (2602) 4. Реппенштедт * (7606) | - 5. Ільменау (10802) 1. Барнштедт (745) 2. Дойч-Еферн (3759) 3. Ембзен (2802) 4. Мельбек * (3496) - 6. Остгайде (10447) 1. Барендорф * (2493) 2. Вендіш-Еферн (1801) 3. Нетце (2710) 4. Райнсторф (1244) 5. Томасбург (1359) 6. Фасторф (840) - 7. Шарнебек (15678) 1. Артленбург (1782) 2. Брітлінген (3554) 3. Гіттберген (930) 4. Гонсторф (Ельбе) (2367) 5. Ехем (1054) 6. Людерсбург (646) 7. Рульсторф (1884) 8. Шарнебек * (3461) |